# Csemő
Csemő là một thị trấn thuộc hạt Pest, Hungary. Thị trấn này có diện tích 79,44 km², dân số năm 2010 là 4300 người, mật độ 54 người/km².